# Odos
Odos ist eine französische Gemeinde mit 3291 Einwohnern (Stand 1. Januar 2022) im Département Hautes-Pyrénées in der Region Okzitanien. Sie gehört zum Arrondissement Tarbes und zum Kanton Moyen-Adour.

## Geschichte
Odos geht auf ein gallorömisches Oppidum zurück. Die Burg, die den Königen von Navarra gehörte, wurde ab 1490 von Madeleine de France (1443–1495), Schwester des Königs Ludwig XI. von Frankreich, Witwe von Gaston de Foix (1444–1470) und Mutter von König Franz Phoebus von Navarra und Königin Katharina von Navarra wiederaufgebaut. Hier starb 1549 die Dichterin Margarete von Navarra, Schwester des Königs Franz I. von Frankreich.

## Bevölkerungsentwicklung
- 1962: 0847
- 1968: 1023
- 1975: 2222
- 1982: 2854
- 1990: 3287
- 1999: 3285
- 2008: 3514

## Sehenswürdigkeiten
- Burg, erbaut im 15. Jahrhundert auf einer Motte, im 19. Jahrhundert wiederaufgebaut
- Kirche, erbaut im 17./18. Jahrhundert

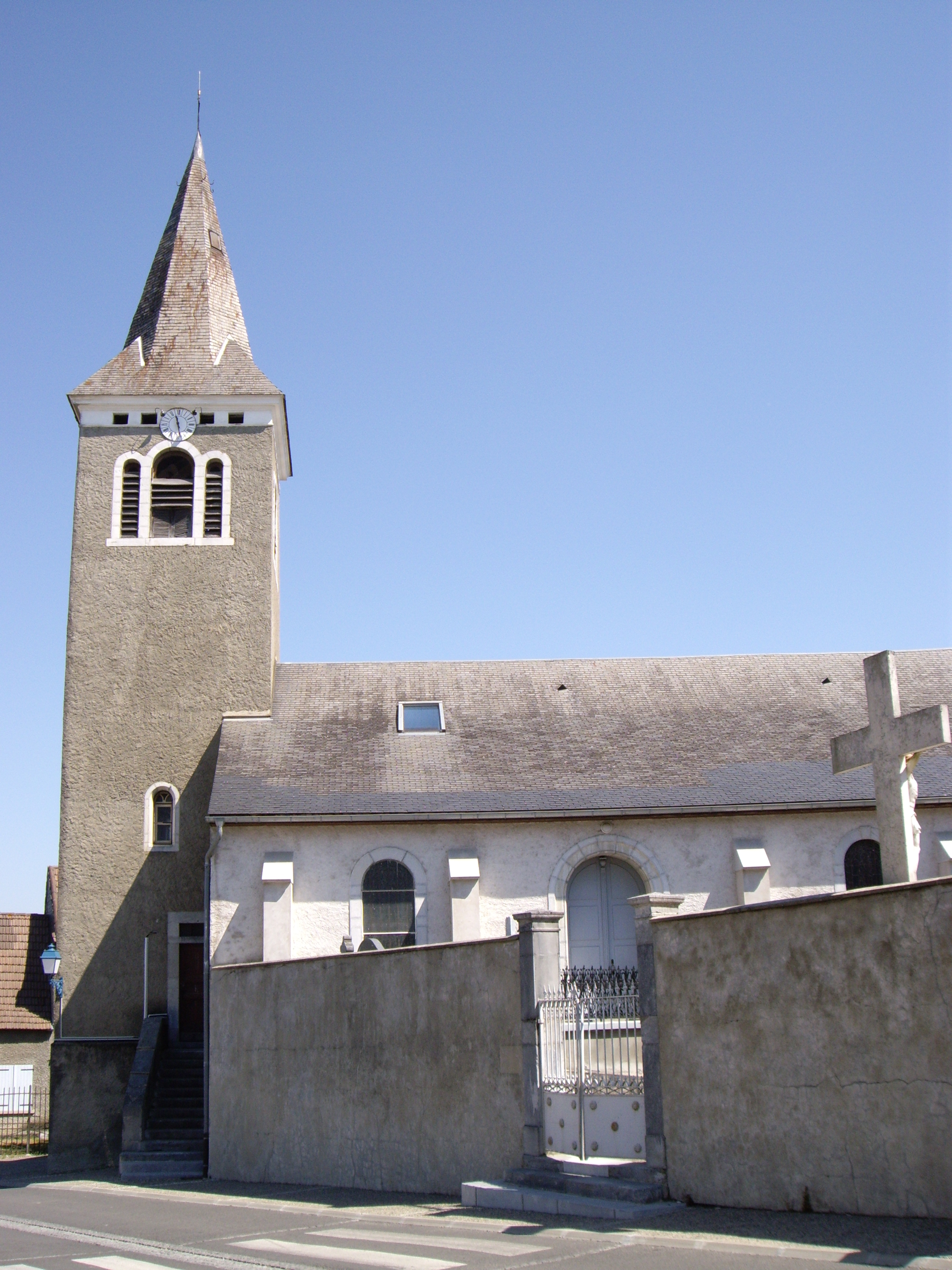
Kirche Saint-Georges